# Sophia Posse
Johanna Sophia Posse, född 4 januari 1819 på Ulvstorp i Sparlösa socken, död 6 juni 1855 i Stockholm, var en svensk skolledare. Hon drev den populära Posseska pensionen i Stockholm, som under sin samtid tillhörde den kanske mest framstående flickpensionen i staden. 
Sophia Posse var dotter till adelsmannen major Carl Henrik Posse och Sophia Augusta Ribben och syster till bland andra riksdagsledamoten Johan August Posse.
Posse beskrivs som "en eldsjäl, som levde för religion och pedagogik". Posse hade blivit utbildad hos Cecilia Fryxell, och varit verksam som lärare vid både Fryxells skola och i den populära flickpensionen Frigellska skolan i Stockholm. Hon gjorde sedan en studieresa till Tyskland, enligt obekräftade uppgifter med statlig stipendium, där hon bland annat besökte Christiansfeld och studerade Amalia Siewekings verksamhet i Hamburg. År 1852 övertog hon Sophie Kocks flickpension i Stockholm, som fick namn efter henne.
Posseska pensionen låg först vid Clara Bergsgränd nr 60. När elevantalet år 1853 hade stigit till 40, flyttade hon skolan till Brunkebergs hotell. Posse tog emot både hel- och halvpensionärer. Metoden för undervisningen var åskådning och praktiska övningar, och ämnena "elementarläroämnen", med tonvikt på språk och kristendom. Bland lärarna fanns lektor Kihlberg och Johannes Rohtlieb.
Sophie Posse avled år 1855. Hennes flickpension övertogs då av Fredrique Hammarstedt.